# ButterFly
ButterFly es el decimosexto álbum de estudio de la cantante estadounidense Barbra Streisand. Lanzado en octubre de 1974 por Columbia Records, marcó el primer álbum de Streisand con material completamente nuevo en más de tres años. Principalmente un disco de pop contemporáneo grabado a lo largo de 1974, también incorpora música de los géneros reggae y R&B. Todas las pistas de ButterFly son canciones de versiones producidas por el entonces novio de Streisand, Jon Peters, que se originaron de artistas como Bob Marley, David Bowie, Evie Sands y Graham Nash.
El álbum recibió reseñas mixtas de los críticos musicales que cuestionaron si la experiencia de Peters en la industria musical era suficiente para que él produjera un álbum completo. Sin embargo, la participación de Tom Scott en el álbum fue elogiada, particularmente su posición como arreglista. Comercialmente, el álbum se posicionó en el top 50 de Australia, Canadá y Estados Unidos. Más tarde sería certificado oro por la Recording Industry Association of America por envíos físicos que superaron las 500 000 copias. «Guava Jelly» y «Jubilation» fueron lanzados como los dos sencillos del álbum en diciembre de 1974 y abril de 1975, respectivamente.

## Antecedentes
A principios de enero de 1974, Streisand lanzó The Way We Were y la banda sonora oficial de la película The Way We Were (1973), ambos fueron un éxito comercial, y el primer álbum vendió más de 2 millones de copias en los Estados Unidos. The Way We Were presentó predominantemente material del álbum inédito de Streisand, The Singer, con solo tres pistas grabadas específicamente para el nuevo proyecto. ButterFly fue el primer álbum de Streisand con material completamente nuevo en más de tres años y fue producido únicamente por su entonces novio, Jon Peters. Debido a la mínima experiencia de Peters en la industria de la música, William Ruhlmann de AllMusic sugirió que el sonido general del álbum fue orquestado más por el saxofonista Tom Scott que por Peters. Streisand también colaboró con varios compositores y músicos para ButterFly, incluidos John Bahler, Hank Cicalo, John Guerin y Clarence McDonald.

## Grabación
Las sesiones de grabación del álbum se llevaron a cabo en los estudios A&M y United-Western Recorders en Los Ángeles entre marzo y julio de 1974. «I Won't Last a Day Without You», «Since I Don't Have You» y «Crying Time» estuvieron entre las primeras pistas que se grabaron, todas durante una sesión el 25 de marzo de 1974 en United-Western. Las pistas restantes del álbum se grabaron a lo largo de julio de 1974 en los estudios A&M. Scott y el compositor Lee Holdridge se encargaron de los arreglos de las diez pistas, mientras que John Bahler arregló los instrumentos de viento y la producción vocal. Streisand y Columbia Records lanzaron ButterFly en octubre de 1974 como su decimosexto álbum de estudio en general, distribuido meses después de The Way We Were El mismo sello publicó el álbum como un cartucho de 8 pistas en 1974, con la lista de canciones cambiando el orden de «Jubilation» y «Crying Time». El álbum fue lanzado posteriormente en formato de disco compacto el 25 de octubre de 1990.

## Canciones

### Descripción general
En ButterFly, Streisand se apartó de las influencias del pop y el rock que eran fuertes en sus trabajos anteriores y, en cambio, se basó más en una variedad de música pop experimental y contemporánea. La cantante también exploró los géneros reggae y R&B clásico que eran, en ese momento, populares en la radio convencional.

### Lado uno

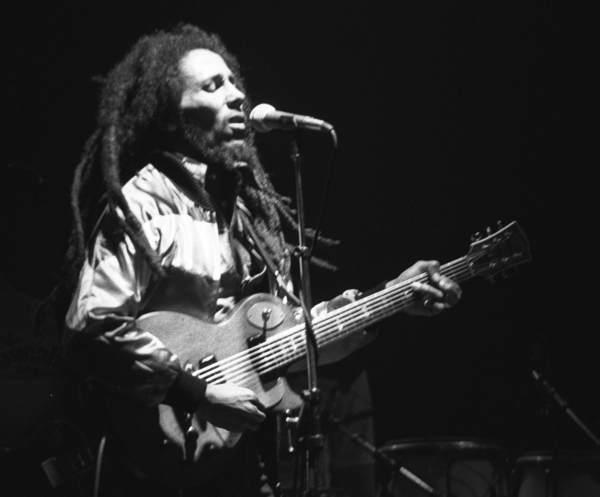
«Guava Jelly» de Bob Marley fue versionada por Streisand y publicada como sencillo principal de ButterFly.

El álbum comienza con una versión “seductora” de «Love in the Afternoon», una canción originalmente interpretada por la cantante estadounidense Evie Sands a principios de 1974. Fue escrita por Sands, Ben Geminaro y Richard Wiseman; la producción de «Love in the Afternoon» y todas las canciones de ButterFly fueron manejadas únicamente por Peters. «Guava Jelly» es la segunda pista y una versión del sencillo de Bob Marley de 1971. Una de las canciones de reggae del álbum, presenta “letras atrevidas” que sugieren que la gelatina de guayaba podría usarse como un tipo de lubricante sexual. La balada de R&B de Bill Withers «Grandma's Hands» sigue y es principalmente una canción “con sabor a góspel”. Líricamente, detalla a una mujer que comparte un fuerte vínculo con su abuela. «I Won't Last a Day Without You» es la cuarta pista y una versión del sencillo de Carpenters de 1974; fue escrita por Paul Williams y Roger Nichols. El segundo y último sencillo del álbum, «Jubilation», fue una canción que se hizo famosa gracias a Paul Anka en 1972. En respuesta a la interpretación de Streisand de la canción, Anka cuestionó su decisión de que Peters la produjera, pero comentó: “Barbra puede cantar la guía telefónica. No tiene problemas para cantar cualquier cosa. Tiene una de las mejores voces”.

### Lado dos
La sexta pista es «Simple Man», interpretada originalmente por Graham Nash para su álbum debut, Songs for Beginners (1971). Escrita sobre un individuo que supera una mala relación, Nash escribió la canción inmediatamente después de romper con su entonces novia Joni Mitchell. «Life on Mars» de David Bowie es la séptima pista, también escrita por Bowie. Durante una entrevista con Playboy en 1975, se le preguntó a Bowie qué pensaba sobre la versión de Streisand; decepcionado, afirmó que era “horrible” y “atroz”. La siguiente pista «Since I Don't Have You» fue escrita por siete de los miembros de la banda de The Skyliners y anunciada como un “clásico” en ButterFly. «Crying Time» y «Let the Good Times Roll» terminan el disco, sirviendo como la novena y décima pista, respectivamente. La primera canción fue escrita por Buck Owens, originalmente interpretada por Ray Charles y previamente grabada por Streisand durante un especial de televisión en vivo llamado Barbra Streisand...and Other Musical Instruments en 1973. El autor Francis David comparó las capacidades vocales de Streisand en la pista con las de Aretha Franklin. Mientras tanto, «Let the Good Times Roll» es una versión del original de Shirley & Lee de 1956. Escrita por Leonard Lee y Shirley Goodman, Goodman no recibe un crédito de escritura en las notas oficiales del álbum y luego llevaría a Lee a un tribunal federal para recibir el crédito.

## Recepción de la crítica
ButterFly recibió reseñas mixtas de los críticos musicales. En una reseña muy positiva, un crítico de Billboard lo describió como “posiblemente el mejor LP que la Sra. Streisand haya creado, artística y comercialmente”. El crítico elogió su voz y su capacidad para adaptarse a la música, al tiempo que le gustó la capacidad de producción de Peters. En una reseña positiva para Cash Box, un crítico lo consideró una “joya”. El crítico elogió su extraordinaria voz así como su inconfundible y elegante sentido del fraseo.
A pesar de ser la primera colección de material nuevo de Streisand en aproximadamente tres años, Ruhlmann de AllMusic se mostró decepcionado por la decisión de la cantante de trabajar con Peters en el álbum. Consideró que la experiencia de Peters en la industria musical era “inexistente” y, en cambio, destacó a Tom Scott, el arreglista del álbum, como el “verdadero poder del álbum”. Para concluir, Ruhlmann afirmó que, si bien ButterFly es un álbum encantador, en última instancia sólo se vendió a la base de fans de Streisand y no al público en general. Ben Gerson de Rolling Stone calificó las canciones del álbum de “olvidables” y “poco convincentes”. También criticó la autenticidad de Streisand al cantar letras que consideró “sin sentido en los labios de un estadounidense”.

## Legado
Debido a la respuesta mediocre que generó el disco, Streisand decidió trabajar con nuevos músicos en su siguiente álbum, Lazy Afternoon (1975). Su decisión agradó tanto a los críticos como a sus fans, quienes sintieron que el nuevo álbum era más fuerte que ButterFly. Años después, en 1991, Streisand participó en Larry King Live y anunció su completo descontento con ButterFly y las canciones que lo componían. Lo consideró como su álbum menos favorito y bromeó diciendo que le gustaría retirarlo de su catálogo por completo.

## Posicionamiento
| Gráfica (1974–75)                         | Pico de posición |
| ----------------------------------------- | ---------------- |
| Australia (Kent Music Report)             | 49               |
| Estados Unidos (Billboard Top LPs & Tape) | 13               |
| Estados Unidos (Cash Box Top 100 Albums)  | 10               |

## Certificaciones y ventas
| País                                                     | Certificación | Ventas   |
| -------------------------------------------------------- | ------------- | -------- |
| Estados Unidos (RIAA)                                    | Oro           | 500 000* |
| *cifras de ventas basadas únicamente en la certificación |               |          |